# Bengshan
Bengshan (en chino, 蚌山; pinyin, Bèngshān) es un distrito urbano bajo la administración directa de la Prefectura Bengbu en la Provincia de Anhui, República Popular China.  Su área es de 89 km² y su población total para 2010 superó los 330 mil habitantes.
Se encuentra situada al noreste de la provincia, a unos 135 km al noroeste de Nanjing, y cerca del río Huai y de la frontera con la provincia de Jiangsu.

## Administración
Desde julio de 2023, el  Distrito Bengshan se divide en 9 pueblos que se administran en 7 subdistritos y 2 villas.